# Liste des épisodes de Papa Schultz

Cet article présente la liste des épisodes de la série télévisée Papa Schultz. Les épisodes sont classés par ordre chronologique de diffusion, ce qui correspond au déroulement de l'histoire dans la série. Ils n'ont pas nécessairement été produits dans cet ordre.

## Première saison (1965-1966)
1. L'Informateur (The Informer) (Pilote en Noir et Blanc, non doublé. La VF existe uniquement en version sous-titrée)
2. Chasse au Tigre (Hold That Tiger)
3. Premier prix (Kommandant of the Year)
4. Feu l'Inspecteur Général (The Late Inspector General)
5. Le Vol de la Walkyrie (The Flight of the Valkyrie)
6. Tel est pris qui croyait prendre (The Prisoner's Prisoner)
7. La Chute du pont allemand (German Bridge Is Falling Down)
8. Le cinéma est une évasion (Movies Are Your Best Escape)
9. L'Eau lourde (Go Light on the Heavy Water)
10. Dîner en ville (Top Hat, White Tie and Bomb Sight)
11. Prosit (Happiness Is a Warm Sergeant)
12. Le Professeur Dubois (The Scientist)
13. Une bière pour le 13 (Hogan's Hofbrau)
14. L'Or noir (Oil for the Lamps of Hogan)
15. Voyage en groupe (Reservations Are Required)
16. En avant, toute ! (Anchors Aweigh, Men of Stalag 13)
17. Bon Anniversaire, Adolf ! (Happy Birthday, Adolf)
18. La Ruée vers l'or (The Gold Rush)
19. Hello Zolle ! (Hello, Zolle)
20. Hogan est amoureux (It Takes a Thief... Sometimes)
21. Un homme pour un autre (The Great Impersonation)
22. Mamma mia ! (The Pizza Parlor)
23. Le Bataillon 43 (The 43rd, A Moving Story)
24. Le Radar du général (How to Cook a German Goose by Radar ?)
25. Colonel Freud (Psychic Kommandant)
26. Visite royale (The Prince from the Phone Company)
27. Le Perceur de coffres-forts (The Safecracker Suite)
28. Trois femmes au Stalag (I Look Better in Basic Black)
29. Le Tueur (The Assassin)
30. Un ange au Stalag (Cupid Comes to Stalag 13)
31. La Filière (The Flame Grows Higher)
32. Demande permission de s'évader (Request Permission to Escape)

## Deuxième saison (1966-1967)
1. Bon voyage, général ! (Hogan Gives a Birthday Party)
2. La Brigade Schultz (The Schultz Brigade)
3. Un million en diamants (Diamonds in the Rough)
4. Opération Hercule (Operation Briefcase)
5. Rivalités (The Battle of Stalag 13)
6. Grandeur et décadence du sergent Schultz (The Rise and Fall of Sergeant Schultz)
7. Station thermale (Hogan Springs)
8. La Bombe (A Klink, A Bomb and A Short Fuse)
9. L'Arme secrète (Tanks for the Memory)
10. La Chasse au Tigre à Paris, 1re partie (A Tiger Hunt in Paris: Part 1)
11. La Chasse au Tigre à Paris, 2e partie (A Tiger Hunt in Paris: Part 2)
12. Bien joué, Adolf ! (Will the Real Adolf Please Stand Up ?)
13. L'Aigle aux ailes d'acier (Don't Forget to Write)
14. L'Arme fantôme (Klink's Rocket)
15. Visiter l'Angleterre (Information Please)
16. Pour l'amour de l'art (Art for Hogan's Sake)
17. Échange de généralités (The General Swap)
18. Le Cambriolage (The Great Brinksmeyer Robbery)
19. La Bombe de Klink (Praise the Führer and Pass the Ammunition)
20. Madame le Docteur (Hogan and the Lady Doctor)
21. Équipe de nuit (The Swing Shift)
22. Le Faux Führer (Heil Klink)
23. Le Beau-frère du Général (Everyone Has a Brother-in-Law)
24. Klink le tueur (Killer Klink)
25. Mariage à la française (Reverend Kommandant Klink)
26. Évasion à répétition (The Most Escape-Proof Camp I've Ever Escaped From)
27. Photos (The Tower)
28. Le règlement, c'est le règlement (Colonel Klink's Secret Weapon)
29. Sous le manteau (The Top Secret Top Coat)
30. Un Klink en toc (The Reluctant Target)

## Troisième saison (1967-1968)
1. Le Bout du tunnel (The Crittendon Plan)
2. Vol au-dessus du Stalag 13 (Some of Their Planes Are Missing)
3. « Jour J » (D-Day at Stalag 13)
4. Mata Hari (Sergeant Schultz Meets Mata Hari)
5. On file à l'anglaise (Funny Thing Happened on the Way to London)
6. Colonel Casanova (Casanova Klink)
7. À nous le petit Suédois (How to Win Friends and Influence Nazis)
8. Problème de robinet (Nights in Shining Armor)
9. Faux-monnayeurs (Hot Money)
10. Il y en a toujours un... (One in Every Crowd)
11. Le Bal africain (Is General Hammerschlag Burning?)
12. Goulag 13 (A Russian is Coming)
13. Conférence générale (An Evening of Generals, également connu sous le titre Evening of the Generals)
14. Chaud et froid (Everybody loves a Snowman)
15. L'Otage (The Hostage)
16. La Trahison de Carter (Carter Turns Traitor)
17. D'une pierre deux coups (Two Nazis for the Price of One)
18. Y a-t-il un médecin au Stalag ? (Is There a Doctor in the House ?)
19. Retour à la maison (Hogan, Go Home)
20. À vos amours (Sticky Wicket Newkirk)
21. La guerre est finie (War Takes a Holiday)
22. Duel au sabre (Duel of Honor)
23. Intox Annie (Axis Annie)
24. Une évasion gonflée (What Time Does the Balloon Go Up ?)
25. La mémé était trop belle (LeBeau and the Little Old Lady)
26. Quand le chat n'est pas là (How to Escape from Prison Camp Without Really Trying)
27. Le Secret de la mine (The Collector General)
28. L'Arme absolue (The Ultimate Weapon)
29. Monnaie de singe (Monkey Business)
30. Un arc et des flèches (Drums Along the Dusseldorf)

## Quatrième saison (1968-1969)
1. Soldes au marché noir (Clearance Sale at the Black Market)
2. Comment faire un gorgonculateur ? (Klink vs. the gonculator)
3. Nom de code : « Presse-purée » (How to Catch a Papa Bear ?)
4. Le Camion (Hogan's Trucking Service...We Deliver the Factory to You)
5. Le Charme indiscret de la Gestapo (To the Gestapo with Love)
6. Le chien est le meilleur ennemi de l'homme (Man's Best Friend Is Not His Dog)
7. La Visite du général (Never Play Cards with Strangers)
8. Opération peinture (Color the Luftwaffe Red)
9. Devine qui vient dîner ? (Guess Who Came to Dinner ?)
10. Parole de journaliste (No Names Please)
11. Week-end à Berlin (Bad Day in Berlin)
12. Le Dernier Raid du Baron (Will the Blue Baron Strike Again ?)
13. Berlin-Express (Will the Real Colonel Klink Please Stand Up Against the Wall?)
14. La Caisse (Man in a Box)
15. On a enlevé le commandant (The Missing Klink)
16. Qui m'a volé Mein Kampf ? (Who Stole My Copy of Mein Kampf ?)
17. Opération Hannibal (Operation Hannibal)
18. Le Chouchou du commandant (My Favorite Prisoner)
19. Un convoi toujours plus loin (Watch the Trains Go By)
20. La Fiancée du général (Klink's Old Flame)
21. Polaris extremis (Up in Klink's Room)
22. Une question d'organisation (The Purchasing Plan)
23. Le Témoin (The Witness)
24. Klink marche au radar (The Big Dish)
25. Le Retour du major Bonacelli (The Return of Major Bonacelli)
26. Bon anniversaire, colonel ! (Happy Birthday, Dear Hogan)

## Cinquième saison (1969-1970)
1. Cinéma (Hogan Goes Hollywood)
2. Le Puits (The Well)
3. Commando Klink (The Klink Commandos)
4. À la guerre comme à la guerre (The Gasoline War)
5. Échange injuste (Unfair Exchange)
6. Trahison (The Kommandant Dies at Dawn)
7. Klink fait la bombe (Bombsight)
8. Négatif, commandant (The Big Picture)
9. Le Grand Jeu (The Big Gamble)
10. Le Déserteur (The Defector)
11. Le Parachute vide (The Empty Parachute)
12. L'Antiquaire (The Antique)
13. Y a-t-il un traître dans la maison ? (Is There a Traitor in the House?)
14. Achtung Kartoffel! (At Last, Schultz Knows Something)
15. Ciel sans nuages (How's the Weather ?)
16. La forme ou le front russe (Get Fit or Go Fight)
17. Le Gros Hermann (Fat Hermann, Go Home)
18. Plus douce sera la chute (The Softer They Fall)
19. Yvette de Paris (Gowns by Yvette)
20. Une armée à la fois (One Army at a Time)
21. Champagne et caviar (Standing Room Only)
22. Leçon de danse (Six Lessons from Madame LaGrange)
23. Le Psychiatre de Papa Schultz (The Sergeant's Analyst)
24. La Veuve joyeuse (The Merry Widow)
25. Le Commando Crittendon (Crittendon's Commandos)
26. Klink s'évade (Klink's Escape)

## Sixième saison (1970-1971)
1. Cuisine au Stalag 13 (Cuisine à la Stalag 13)
2. Les Experts (The Experts)
3. Colonel Gauguin (Klink's Masterpiece)
4. L'Amant de Lady Chitterly, 1re partie (Lady Chitterly's Lover: Part 1 )
5. L'Amant de Lady Chitterly, 2e partie (Lady Chitterly's Lover: Part 2 )
6. La Gestapo envahit le Stalag (The Gestapo Takeover)
7. Commandant Schultz (Kommandant Schultz)
8. Première evasion (Eight O'Clock and All Is Well)
9. Change de disque ! (The Big Record)
10. C'est de la dynamite ! (It's Dynamite)
11. Opération Tigre (Operation Tiger)
12. Le Grand Professionnel (The Big Broadcast)
13. Le Gitan (The Gypsy)
14. Les Transfuges (The Dropouts)
15. Visitez l'Angleterre (Easy Come, Easy Go)
16. L'Espion de haut vol (The Meister Spy)
17. Réception au Stalag  (That's No Lady, That's My Spy)
18. Klink joue les héros (To Russia Without Love)
19. Perry Klink Mason (Klink for the Defense)
20. Le Vol des kamikazes (The Kamikazes Are Coming)
21. Commandant Gertrude (Kommandant Gertrude)
22. Hogan et son double (Hogan's Double Life)
23. L'Abominable Femme des neiges (Look at the Pretty Snowflakes)
24. La Fusée du général (Rockets or Romance)